# St Clair (jezioro na Tasmanii)
Jezioro St Clair – jezioro położone w centralnej części Tasmanii, zlokalizowane na terenie Parku Narodowego Cradle Mountain-Lake St Clair. Położone na wysokości 737 m n.p.m., maksymalna głębokość dochodzi do 215 m. Z jeziora St Clair bierze swój początek rzeka Derwent.